# Tornio da vasaio

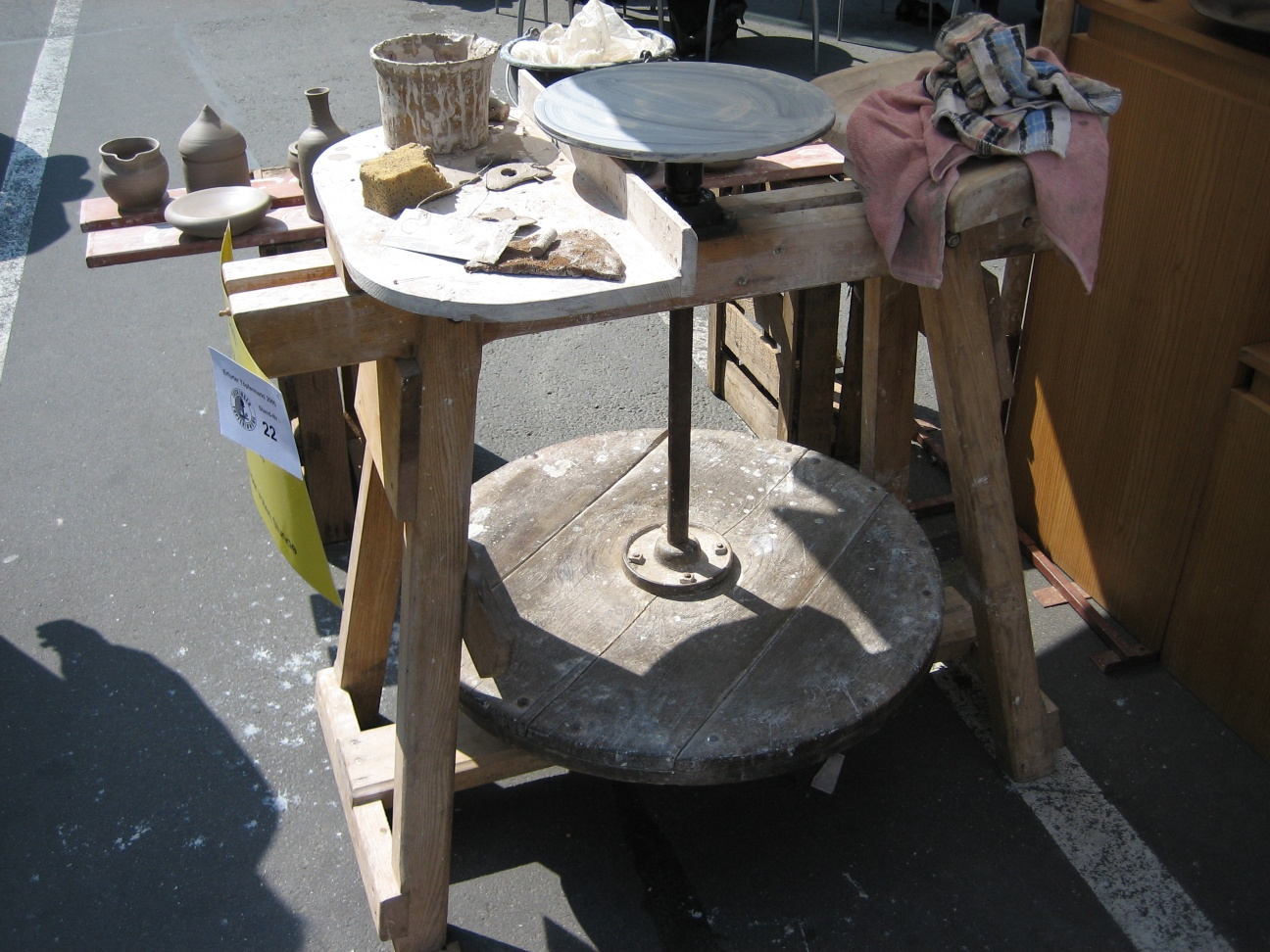
Ruota da vasaio

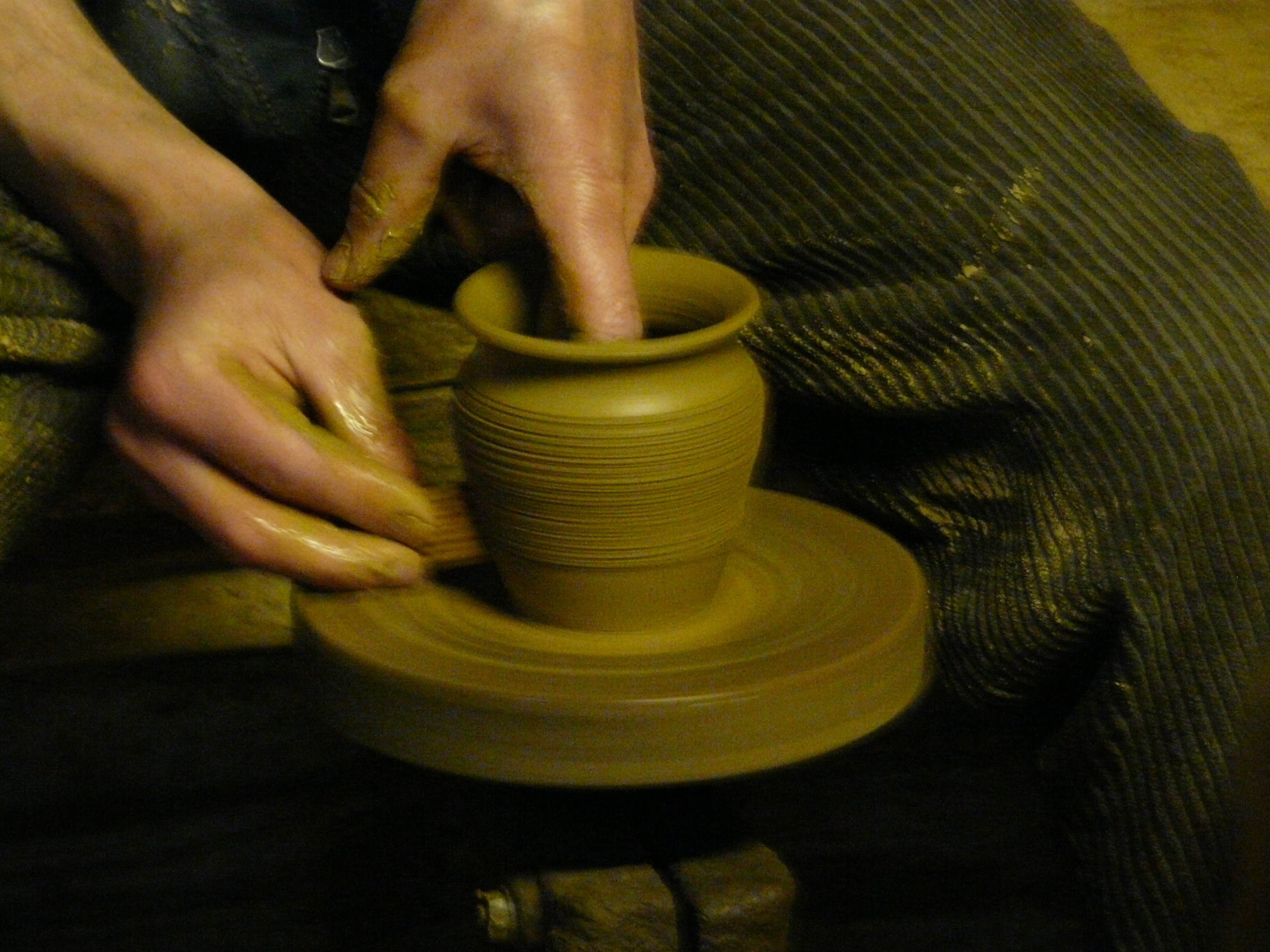
Modellazione su un tornio da vasaio

Il tornio (o ruota) da vasaio, detto anche tornio per argilla o per ceramica,  o tornio artigianale, è un macchinario usato per modellare l'argilla o altri materiali plastici malleabili, lavorandoli per ottenere un pezzo assialsimmetrico posto in rotazione attorno ad un asse verticale, perpendicolare al piano di rotazione.

## Storia

Rappresentazione grafica di un primitivo tornio a ruota lenta, in base a ritrovamenti archeologici in Romania

Rappresentazione grafica di un antico tornio a tavolo, proposta dall'archeologo Ștefan Cucoș, in base ai reperti rinvenuti a Valeni e Ghelăiesti, in Romania

Tra i primi a utilizzare la ruota furono i vasari della Mesopotamia durante il periodo di Ubaid; per dare una forma regolare ai loro vasi, li ponevano su una piastra di legno che facevano ruotare velocemente.
I torni utilizzati in Grecia e in Egitto tra il 600 e il 300 a.C. erano costruiti da un disco che ruotava su un perno mosso dai piedi del vasaio.
I torni moderni sono simili a quelli dell'antichità, ma la rotazione del piatto è data da un motore elettrico.